# IC 2259
IC 2259 је ознака објекта на координатама са ректансцензијом 8h 17m 18,0s и деклинацијом + 23° 34" 0'. Открио га је Макс Волф, 9. јануара 1901. Каснијим посматрањима на том положају није уочен никакав астрономски објекат.